# Chodová Planá
Chodová Planá är en köping i Tjeckien.   Den ligger i regionen Plzeň, i den västra delen av landet, 120 km väster om huvudstaden Prag. Chodová Planá ligger 525 meter över havet och antalet invånare är 1 793.
Terrängen runt Chodová Planá är platt åt sydväst, men åt nordost är den kuperad. Runt Chodová Planá är det ganska tätbefolkat, med 86 invånare per kvadratkilometer. Närmaste större samhälle är Planá, 2,9 km söder om Chodová Planá. Omgivningarna runt Chodová Planá är en mosaik av jordbruksmark och naturlig växtlighet.